# Strangalia picticornis
Strangalia picticornis es una especie de escarabajo longicornio del género Strangalia, categorizada en la tribu Lepturini, de la subfamilia Lepturinae. Fue descrita por Bates en 1869.

## Descripción
Mide 15-20 mm de longitud.

## Distribución
Se distribuye por Costa Rica, Guatemala, Nicaragua y Panamá.